# Màrtirs de Carral
Màrtirs de Carral és el nom que reberen els dotze afusellats a la vila de Carral durant la repressió de la revolució de 1846 contra Narváez. Els dotze afusellats el 26 d'abril de 1846 foren el colonel Miguel Solís Cuetos; els comandants d'infanteria Víctor Velasco (43 anys) i Juan Sánchez (56 anys); els capitans d'infanteria Manuel Ferrer (43 anys), Jacinto Dabán (23 anys), Fermín Mariné (23 anys) i Ramón José Llorens (24 anys); i els capitans Ignacio de la Infanta (43 anys), Santiago de la Llave (36 anys), Francisco Márquez, José Martínez (31 anys) i Felipe Valero (29 anys).

## La revolta
Durant el govern dictatorial del general Narváez, el 2 d'abril de 1846 es va aixecar a Lugo un batalló comandat pel coronel Miguel Solís Cuetos, que va dissoldre el Consell Provincial i la Diputació; altres ciutats es van sumar els dies següets. El 15 d'abril es va constituir a Santiago de Compostel·la la Junta Superior Provisional de Govern de Galícia, que va reclamar les llibertats i drets abolits per Narváez i un tracte més just per Galícia, que els revoltats consideraven literalment tractada com una "verdadera colònia de la cort".
Una cop declarada la revolta, Solís va dirigir una arenga als seus soldats. La intenció de la revolta es veu clarament expressada al final del discurs:
| « | Gallegos: españoles todos: viva la reina libre, viva la Constitución, fuera estranjeros, abajo el dictador Narvaez, abajo el sistema tributario. Lugo 2 de abril de 1846. El comandante general interino. Miguel Solís y Cuetos. | » |

## La repressió de la revolta

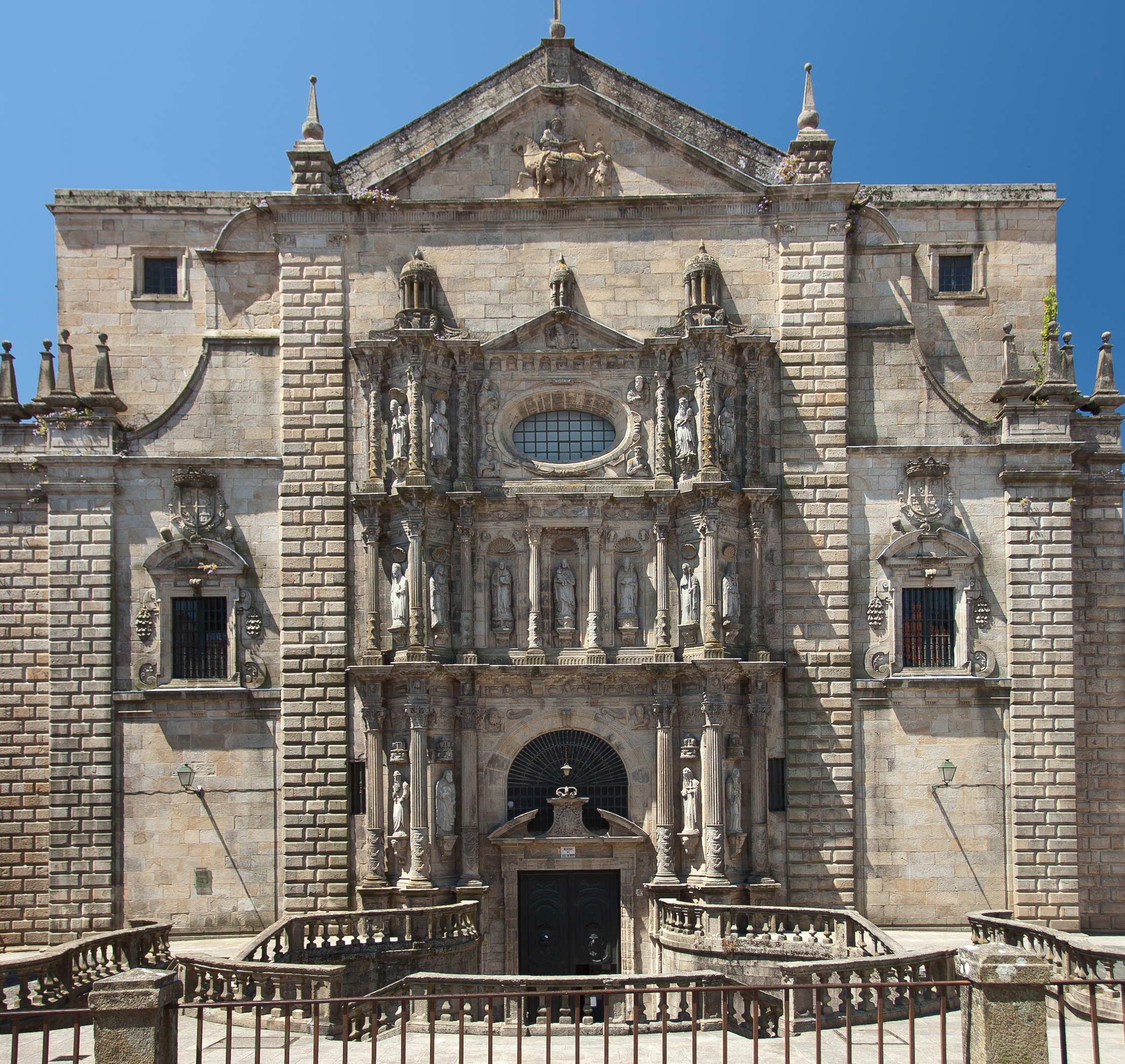
Façana de l'església del Monestir de San Martiño Pinario.

El general Narváez va enviar tropes sota el comandament del general José Gutiérrez de la Concha per recuperar el territori. El dia 23 d'abril va començar la batalla de Cacheiras, a la localitat homònima (concretament l'espai situat entre les cases da Ribeira i el cim de Montouto), entre les tropes de Madrid i les galleguistes de Solís, que foren derrotades. La gran superioritat de les tropes del govern central va fer inútil la resistència. Les tropes del general De la Concha entraren a Compostela a saqueig i pillatge.
Solís es va aixoplugar en un primer moment al Monestir de San Martiño Pinario, però es va entregar aquella mateixa tarda. Va ser jutjar tres dies després a Carral en un judici sumaríssim i condemnat a mort junt amb els seus companys revoltats. La por a la reacció dels seus simpatitzants explica que el judici tingués lloc a Carral i no a Santiago o a Coruña.
Al matí el coronel Solís fou dut al pati de l'església de Paleo, on fou afusellat. El comandant Víctor Velasco i deu oficials més foren passats per les armes a Fraga do Rei, entre Carral i Paleo, i foren enterrats l'endemà al cementiri de Paleo, sense que es posés cap inscripció sobre les seves tombes. El capellà que va presenciar l'afusellament, a l'acta de defunció va posar: "Espectáculo horroroso. Triste Memoria".

## Reconeixement
El 1856, durant el Bienni Progressista, el govern declararia "Beneméritos de la Pàtria" als dotze afusellats. Les Corts els van concedir la "Creu del Valor i la Constància" i van decretar l'erecció d'un monument, que no es va portar a terme fins a 1904, quan, per iniciativa de la Liga Galega da Coruña, es va erigir l'actual, que està construït en granit de les pedreres d'Illó (Pontevedra) i que va ser dissenyat per l'arquitecte Juan Álvarez Mendoza.
Es pot veure l'escut de Galícia i una inscripció que diu: "Aos mártires da liberdade mortos ou 26 de abril de 1846. Liga Galega na Cruña" ("Als màrtirs de la llibertat morts el 26 d'abril de 1846. Lliga Gallega de La Corunya"). Aquest monument, encara que no es pugui considerar en si un cruceiro, en reuneix la motivació i les formes. A més, l'estructura de l'obra té forma de creu. Aquest recordatori físic seria escenari de diversos homenatges, com el celebrat el 26 d'abril de 1931 i del que es conserva una fotografia en la qual es veu Manuel Lugrís Freire dirigint-se als assistents.